# Copa do Brasil de Futebol de 2013
A Copa Perdigão do Brasil de 2013 foi a 25.ª edição dessa competição brasileira de futebol organizada pela Confederação Brasileira de Futebol (CBF). Foi a primeira disputada com o novo regulamento anunciado pelo então presidente da CBF Ricardo Teixeira em 2011, contando com a participação de times que disputavam a Libertadores do mesmo ano. Assim, essa edição contou com 86 participantes. O torneio deixou de ser semestral, sendo disputado entre 3 de abril e 27 de novembro.
Os classificados para a Copa Sul-Americana de 2013 foram definidos entre eliminados até a terceira fase da Copa do Brasil. Os oito clubes eliminados até a referida fase que ficaram entre os melhores no Campeonato Brasileiro de Futebol de 2012 foram indicados à competição sulamericana. Caso as 16 melhores equipes da Série A não fossem suficientes para completar as oito vagas, os quatro melhores da Série B completam as vagas.
O Flamengo conquistou seu terceiro título do torneio em sua história, após vencer o Atlético Paranaense por 2–0, no Maracanã. No jogo de ida em Curitiba, terminou em igualdade por 1–1. Com o título, a equipe carioca garantiu a vaga na Copa Libertadores da América de 2014.
Em 31 de janeiro, a CBF divulgou o chaveamento e as datas das partidas do campeonato.

## Participantes

### Estaduais e seletivas
| UF                  | Clube                     | Forma de classificação                                |
| ------------------- | ------------------------- | ----------------------------------------------------- |
| Acre                | Rio Branco-AC             | Campeão do Estadual 2012                              |
| Acre                | Atlético Acreano[a]       | Vice-campeão do Estadual 2012                         |
| Alagoas             | CRB                       | Campeão do Estadual 2012                              |
| Alagoas             | ASA                       | Vice-campeão do Estadual 2012                         |
| Alagoas             | CSA                       | 3º colocado do Estadual 2012                          |
| Amapá               | Oratório                  | Campeão do Estadual 2012                              |
| Amazonas            | Nacional-AM               | Campeão do Estadual 2012                              |
| Amazonas            | Fast Clube                | Vice-campeão do Estadual 2012                         |
| Bahia               | Bahia                     | Campeão do Estadual 2012                              |
| Bahia               | Vitória                   | Vice-campeão do Estadual 2012                         |
| Bahia               | Vitória da Conquista      | Campeão da Copa Governador do Estado da Bahia de 2012 |
| Ceará               | Ceará                     | Campeão do Estadual 2012                              |
| Ceará               | Fortaleza                 | Vice-campeão do Estadual 2012                         |
| Ceará               | Guarani de Juazeiro       | Campeão da Copa Fares Lopes de 2012                   |
| Distrito Federal    | Ceilândia                 | Campeão do Metropolitano 2012                         |
| Distrito Federal    | Luziânia                  | Vice-campeão do Metropolitano 2012                    |
| Distrito Federal    | Sobradinho                | 3º colocado do Metropolitano 2012                     |
| Espírito Santo      | Aracruz                   | Campeão do Estadual 2012                              |
| Espírito Santo      | Desportiva Ferroviária[a] | Campeão da Copa Espírito Santo de 2012                |
| Goiás               | Goiás                     | Campeão do Estadual 2012                              |
| Goiás               | Atlético Goianiense       | Vice-campeão do Estadual 2012                         |
| Goiás               | CRAC                      | 3º colocado do Estadual 2012                          |
| Maranhão            | Sampaio Corrêa            | Campeão do Estadual 2012                              |
| Maranhão            | Maranhão                  | Vice-campeão da Copa União de 2012                    |
| Mato Grosso         | Luverdense                | Campeão do Estadual 2012                              |
| Mato Grosso         | Mixto                     | Campeão da Copa Governador de Mato Grosso de 2012     |
| Mato Grosso do Sul  | Águia Negra               | Campeão do Estadual 2012                              |
| Mato Grosso do Sul  | Naviraiense               | Vice-campeão do Estadual 2012                         |
| Minas Gerais        | América Mineiro           | Vice-campeão do Estadual 2012                         |
| Minas Gerais        | Tupi                      | 3º colocado do Estadual 2012                          |
| Minas Gerais        | Cruzeiro                  | 4º colocado do Estadual 2012                          |
| Minas Gerais        | Boa Esporte               | Campeão da Taça Minas Gerais 2012                     |
| Pará                | Cametá                    | Campeão do Estadual 2012                              |
| Pará                | Remo                      | Vice-campeão do Estadual 2012                         |
| Pará                | Águia de Marabá           | 3º colocado do Estadual 2012                          |
| Paraíba             | Campinense                | Campeão do Estadual 2012                              |
| Paraíba             | Sousa[b]                  | Vice-campeão do Estadual 2012                         |
| Paraná              | Coritiba                  | Campeão do Estadual 2012                              |
| Paraná              | Atlético Paranaense       | Vice-campeão do Estadual 2012                         |
| Paraná              | Arapongas                 | 3º colocado do Estadual 2012                          |
| Paraná              | Cianorte                  | 4º colocado do Estadual 2012                          |
| Pernambuco          | Santa Cruz                | Campeão do Estadual 2012                              |
| Pernambuco          | Sport                     | Vice-campeão do Estadual 2012                         |
| Pernambuco          | Salgueiro                 | 3º colocado do Estadual 2012                          |
| Piauí               | Parnahyba                 | Campeão do Estadual 2012                              |
| Piauí               | Flamengo-PI               | Campeão da Copa Piauí 2012                            |
| Rio de Janeiro      | Botafogo                  | Vice-campeão do Estadual 2012                         |
| Rio de Janeiro      | Flamengo                  | 3º colocado do Estadual 2012                          |
| Rio de Janeiro      | Resende                   | 5° colocado do Estadual 2012                          |
| Rio de Janeiro      | Volta Redonda             | 6° colocado do Estadual 2012                          |
| Rio de Janeiro      | Bangu                     | Vice-campeão da Copa Rio 2012                         |
| Rio Grande do Norte | América de Natal          | Campeão do Estadual 2012                              |
| Rio Grande do Norte | ABC                       | Vice-campeão do Estadual 2012                         |
| Rio Grande do Norte | Santa Cruz-RN             | Campeão da Copa FNF de 2013                           |
| Rio Grande do Sul   | Internacional             | Campeão do Estadual 2012                              |
| Rio Grande do Sul   | Caxias                    | Vice-campeão do Estadual 2012                         |
| Rio Grande do Sul   | Veranópolis               | 4º colocado do Estadual 2012                          |
| Rio Grande do Sul   | Brasil de Pelotas         | Vice-campeão da Copa FGF 2012                         |
| Rondônia            | Ji-Paraná                 | Campeão do Estadual 2012                              |
| Roraima             | São Raimundo-RR           | Campeão do Estadual 2012                              |
| São Paulo           | Santos                    | Campeão do Estadual 2012                              |
| São Paulo           | Guarani                   | Vice-campeão do Estadual 2012                         |
| São Paulo           | Ponte Preta               | 4º colocado do Estadual 2012                          |
| São Paulo           | São Bernardo              | Campeão da Série A2 do Estadual 2012                  |
| São Paulo           | Noroeste                  | Campeão da Copa Paulista 2012                         |
| Santa Catarina      | Avaí                      | Campeão do Estadual 2012                              |
| Santa Catarina      | Figueirense               | Vice-campeão do Estadual 2012                         |
| Santa Catarina      | Joinville                 | Campeão da Copa Santa Catarina 2012                   |
| Sergipe             | Itabaiana                 | Campeão do Estadual 2012                              |
| Sergipe             | Confiança                 | Campeão da Copa Governo do Estado de Sergipe de 2012  |
| Tocantins           | Gurupi                    | Campeão do Estadual 2012                              |

Notas
- ^  a. Havia a expectativa de que o Espírito Santo teria duas vagas, mas, com a nova metodologia do ranking, o estado passou a ter somente uma vaga. A Federação Capixaba já havia promovido uma competição para atribuir uma segunda vaga, a Copa Estadual vencida pela Desportiva. Para resolver esse impasse a CBF resolveu promover um confronto entre os segundos representantes de Acre e Espírito Santo, Atlético Acreano e Desportiva respectivamente.[12]
- ^  b. Originalmente a vaga foi atribuida ao CSP, campeão da Copa Paraíba de 2012, mas em 4 de abril de 2013 o pleno do Superior Tribunal de Justiça Desportiva (STJD) acatou um mandado de garantia impetrado pelo Sousa. De acordo com regulamento da competição, as seletivas estaduais só são válidas se contarem com um mínimo de quatro clubes participantes e a Copa Paraíba, vencida pelo CSP, contou com apenas três clubes.[13]

### Ranking
Com a definição dos 70 representantes das federações estaduais e dos 6 representantes classificados diretamente às oitavas de final, mais 10 clubes foram apurados pelo novo ranking da CBF, que a partir de 2013 passa a ser feito com uma nova metodologia.
| Pos. | Clube          | UF             | Pontos |
| ---- | -------------- | -------------- | ------ |
| 22º  | Náutico        | Pernambuco     | 8 036  |
| 23º  | Portuguesa     | São Paulo      | 7 840  |
| 27º  | Paraná         | Paraná         | 5 924  |
| 28º  | Grêmio Barueri | São Paulo      | 5 504  |
| 33º  | Criciúma       | Santa Catarina | 4 370  |
| 34º  | São Caetano    | São Paulo      | 4 288  |
| 35º  | Ipatinga       | Minas Gerais   | 4 164  |
| 36º  | Bragantino     | São Paulo      | 3 968  |
| 37º  | Paysandu       | Pará           | 3 740  |
| 38º  | Santo André    | São Paulo      | 3 712  |

Ranking atualizado em 20 de dezembro de 2012 e revisado em 11 de janeiro de 2013

### Classificados diretamente às oitavas de final
| UF                | Clube            | Forma de classificação                     |
| ----------------- | ---------------- | ------------------------------------------ |
| São Paulo         | Corinthians      | Campeão da Copa Libertadores 2012          |
| São Paulo         | Palmeiras        | Campeão da Copa do Brasil 2012             |
| Rio de Janeiro    | Fluminense       | Campeão do Campeonato Brasileiro 2012      |
| Rio de Janeiro    | Vasco da Gama[c] | 5° colocado do Campeonato Brasileiro 2012  |
| Minas Gerais      | Atlético Mineiro | Vice-campeão do Campeonato Brasileiro 2012 |
| Rio Grande do Sul | Grêmio           | 3º colocado do Campeonato Brasileiro 2012  |

Notas
- ^  c. A vaga direta às oitavas de final estava inicialmente reservada para o São Paulo que posteriormente se sagrou campeão da Copa Sul-Americana de 2012, ganhando o direito de disputar a Copa Sul-Americana de 2013 na condição de atual campeão, ficando assim impossibilitado de disputar a Copa do Brasil concomitante à Sul-Americana, no segundo semestre. Com isso, sua vaga nas oitavas foi repassada para o Vasco da Gama (melhor classificado no Campeonato Brasileiro 2012, dentre os que não conquistaram vaga para a Libertadores 2013) que, por sua vez, repassou sua vaga na fase inicial conquistada através do Campeonato Carioca de 2012 ao Volta Redonda, 6º melhor colocado no Estadual.[17]
- O Corinthians foi campeão da Copa Libertadores da América de 2012 e por isso disputará a Copa Libertadores da América de 2013, abrindo uma vaga em seu estado.
- O Palmeiras foi campeão da Copa do Brasil de 2012 e por isso disputará a Copa Libertadores da América de 2013, abrindo uma vaga em seu estado.
- O Fluminense campeão brasileiro de 2012, se classificou à Copa Libertadores da América de 2013, abrindo uma vaga em seu Estado.
- O Atlético Mineiro vice-campeão brasileiro de 2012, se classificou à Copa Libertadores da América de 2013, abrindo uma vaga em seu Estado.
- O Grêmio 3º colocado do brasileiro de 2012, se classificou à Copa Libertadores da América de 2013, abrindo uma vaga em seu Estado.
- O Vasco da Gama 5º colocado do brasileiro de 2012, se classificou às oitavas de final da Copa do Brasil, abrindo uma vaga em seu Estado.

## Transmissão
Desde 1999, A Rede Globo/SporTV detém todos os direitos de mídia (exceto radiofônicos) em território nacional da Copa do Brasil. Ainda assim, a Globo faz questão de revender os direitos para demais emissoras brasileiras. Na TV aberta, a Globo revendeu seus direitos de transmissão para a Rede Bandeirantes, pela sétima edição consecutiva, transmitindo no máximo, dois jogos por semana, com direito a alguns jogos com exclusividade. As transmissões diretas para a região de realização da partida dependem da autorização do clube mandante.
Pela TV por assinatura, alem do SporTV e da ESPN (desde 2009), a FOX Sports passa a transmitir a competição.
Os direitos de propaganda nos estádios e de comercialização para o exterior pertencem a empresa TRAFFIC.

## Fases iniciais

### Fase preliminar
Em itálico, os clubes que possuem o mando de campo no primeiro jogo do confronto e em negrito os clubes classificados.
| Equipe 1               | Total | Equipe 2         | 1.º jogo | 2.º jogo |
| ---------------------- | ----- | ---------------- | -------- | -------- |
| Desportiva Ferroviária | 6–5   | Atlético Acreano | 1–1      | 5–4      |

### Primeira fase
Em itálico, os clubes que possuem o mando de campo no primeiro jogo do confronto e em negrito os clubes classificados.
| Equipe 1            | Total       | Equipe 2               | 1.º jogo | 2.º jogo |
| ------------------- | ----------- | ---------------------- | -------- | -------- |
| Flamengo            | 4–0         | Remo                   | 1–0      | 3–0      |
| Sampaio Corrêa      | 1–1 (6–7 p) | Campinense             | 1–0      | 0–1      |
| Ceará               | 4–3         | Ceilândia              | 0–0      | 4–3      |
| ASA                 | 2–1         | Santa Cruz-RN          | 0–0      | 2–1      |
| Avaí                | 4–2         | Volta Redonda          | 0–1      | 4–1      |
| América Mineiro     | 3–2         | Gurupi                 | 3–2      | 0–0      |
| Internacional       | 2–0         | Rio Branco-AC          | 2–0      | –        |
| Santa Cruz          | 4–1         | Guarani de Juazeiro    | 2–1      | 2–0      |
| Sport               | 3–0         | Vitória da Conquista   | 1–0      | 2–0      |
| ABC                 | 3–1         | Parnahyba              | 3–1      | –        |
| Goiás               | 3–1         | Oratório               | 3–1      | –        |
| Santo André         | 2–1         | Veranópolis            | 0–1      | 2–0      |
| Criciúma            | 3–0         | Noroeste               | 0–0      | 3–0      |
| Paraná              | 3–4         | São Bernardo           | 1–1      | 2–3      |
| Vitória             | 6–3         | Mixto                  | 1–2      | 5–1      |
| Boa Esporte         | 2–4         | Salgueiro              | 0–2      | 2–2      |
| Coritiba            | 3–0         | Sousa                  | 3–0      | –        |
| Águia de Marabá     | 1–4         | Nacional-AM            | 0–2      | 1–2      |
| Ponte Preta         | 3–0         | Itabaiana              | 3–0      | –        |
| Bragantino          | 2–0         | Águia Negra            | 2–0      | –        |
| Figueirense         | 4–1         | Desportiva Ferroviária | 4–1      | –        |
| São Caetano         | 1–1 (1–3 p) | Arapongas              | 0–1      | 1–0      |
| Botafogo            | 2–0         | Sobradinho             | 0–0      | 2–0      |
| CRB                 | 3–2         | Fast Clube             | 1–1      | 2–1      |
| Atlético Goianiense | 7–0         | Cametá                 | 7–0      | –        |
| Grêmio Barueri      | 1–5         | Cianorte               | 1–2      | 0–3      |
| Cruzeiro            | 3–0         | CSA                    | 3–0      | –        |
| Caxias              | 1–2         | Resende                | 1–2      | 0–0      |
| Atlético Paranaense | 3–0         | Brasil de Pelotas      | 1–0      | 2–0      |
| América de Natal    | 2–0         | Ji-Paraná              | 1–0      | 1–0      |
| Paysandu            | 2–0         | São Raimundo-RR        | 2–0      | –        |
| Portuguesa          | 1–1 (gf)    | Naviraiense            | 0–0      | 1–1      |
| Ipatinga            | 3–1         | Bangu                  | 2–1      | 1–0      |
| Náutico             | 2–4         | CRAC                   | 1–3      | 1–1      |
| Santos              | 4–2         | Flamengo-PI            | 2–2      | 2–0      |
| Joinville           | 2–1         | Aracruz                | 1–1      | 1–0      |
| Bahia               | 2–0         | Maranhão               | 2–0      | –        |
| Luverdense          | 3–1         | Tupi                   | 0–1      | 3–0      |
| Fortaleza           | 0–0 (3–2 p) | Luziânia               | 0–0      | 0–0      |
| Guarani             | 1–1 (1–4 p) | Confiança              | 0–1      | 1–0      |

### Segunda fase
Em itálico, os clubes que possuem o mando de campo no primeiro jogo do confronto e em negrito os clubes classificados.
| Equipe 1            | Total       | Equipe 2         | 1.º jogo | 2.º jogo |
| ------------------- | ----------- | ---------------- | -------- | -------- |
| Flamengo            | 4–2         | Campinense       | 2–1      | 2–1      |
| Ceará               | 3–3 (3–4 p) | ASA              | 0–3      | 3–0      |
| Avaí                | 1–3         | América Mineiro  | 1–0      | 0–3      |
| Internacional       | 2–0         | Santa Cruz       | 0–0      | 2–0      |
| Sport               | 2–5         | ABC              | 0–2      | 2–3      |
| Goiás               | 4–2         | Santo André      | 3–2      | 1–0      |
| Criciúma            | 4–2         | São Bernardo     | 1–1      | 3–1      |
| Vitória             | 1–1 (gf)    | Salgueiro        | 0–0      | 1–1      |
| Coritiba            | 2–4         | Nacional-AM      | 1–4      | 1–0      |
| Ponte Preta         | 3–1         | Bragantino       | 3–1      | –        |
| Figueirense         | 3–1         | Arapongas        | 0–0      | 3–1      |
| Botafogo            | 3–0         | CRB              | 0–0      | 3–0      |
| Atlético Goianiense | 3–1         | Cianorte         | 3–1      | –        |
| Cruzeiro            | 6–1         | Resende          | 2–1      | 4–0      |
| Atlético Paranaense | 6–2         | América de Natal | 6–2      | –        |
| Paysandu            | 1–2[F2]     | Naviraiense      | 1–0      | 0–2      |
| Ipatinga            | 2–4         | CRAC             | 2–3      | 0–1      |
| Santos              | 1–0         | Joinville        | 1–0      | 0–0      |
| Bahia               | 1–2         | Luverdense       | 0–2      | 1–0      |
| Fortaleza           | 5–1         | Confiança        | 1–1      | 4–0      |

Notas
- ^  F2. O Paysandu retornou à competição após o julgamento do Naviraiense pelo STJD.[18]

### Terceira fase
Em itálico, os clubes que possuem o mando de campo no primeiro jogo do confronto e em negrito os clubes classificados.
| Equipe 1            | Total       | Equipe 2      | 1.º jogo | 2.º jogo |
| ------------------- | ----------- | ------------- | -------- | -------- |
| Flamengo            | 4–1         | ASA           | 2–0      | 2–1      |
| América Mineiro     | 2–4         | Internacional | 1–3      | 1–1      |
| ABC                 | 1–4         | Goiás         | 0–3      | 1–1      |
| Criciúma            | 1–1 (gf)    | Salgueiro     | 0–0      | 1–1      |
| Nacional-AM         | 2–0         | Ponte Preta   | 1–0      | 1–0      |
| Figueirense         | 1–1 (4–5 p) | Botafogo      | 0–1      | 1–0      |
| Atlético Goianiense | 0–6         | Cruzeiro      | 0–5      | 0–1      |
| Atlético Paranaense | 2–1         | Paysandu      | 0–0      | 2–1      |
| CRAC                | 1–3         | Santos        | 1–1      | 0–2      |
| Luverdense          | 2–1         | Fortaleza     | 0–0      | 2–1      |

### Qualificação para a Copa Sul-Americana
Os oito melhores clubes eliminados até a terceira fase classificaram-se para a Copa Sul-Americana de 2013.
| Posição | Equipe              | Campanha                  | Pos Brasileirão 2012 |
| ------- | ------------------- | ------------------------- | -------------------- |
| 1       | Botafogo            | Nas oitavas de final      | 7º Série A           |
| 2       | Santos              | Nas oitavas de final      | 8º Série A           |
| 3       | Cruzeiro            | Nas oitavas de final      | 9º Série A           |
| 4       | Internacional       | Nas oitavas de final      | 10º Série A          |
| 5       | Flamengo            | Nas oitavas de final      | 11º Série A          |
| 6       | Náutico             | Eliminado (Primeira fase) | 12º Série A          |
| 7       | Coritiba            | Eliminado (Segunda fase)  | 13º Série A          |
| 8       | Ponte Preta         | Eliminado (Terceira fase) | 14º Série A          |
| 9       | Bahia               | Eliminado (Segunda fase)  | 15º Série A          |
| 10      | Portuguesa          | Eliminado (Primeira fase) | 16º Série A          |
| 11      | Goiás               | Nas oitavas de final      | 1º Série B           |
| 12      | Criciúma            | Eliminado (Terceira fase) | 2º Série B           |
| 13      | Atlético Paranaense | Nas oitavas de final      | 3º Série B           |
| 14      | Vitória             | Eliminado (Segunda fase)  | 4º Série B           |
| 15      | Sport               | Eliminado (Segunda fase)  | 17º Série A          |
| 16      | Palmeiras[Pal]      | Nas oitavas de final      | 18º Série A          |
| 17      | Atlético Goianiense | Eliminado (Terceira fase) | 19º Série A          |
| 18      | Figueirense         | Eliminado (Terceira fase) | 20º Série A          |

- Pal. ^ O Palmeiras estava impossibilitado de participar da Copa Sul-Americana de 2013 por ter sido o campeão da Copa do Brasil de 2012. Como classificado à Libertadores 2013, teve garantida a classificação automática às oitavas de final desta edição da Copa do Brasil.

## Fase final
Para esta fase, foi realizado um novo sorteio pela CBF em 6 de agosto. O sorteio definiu os confrontos das oitavas de final e os cruzamentos até a decisão. Os confrontos das oitavas foram representados por um time do pote 1 e outro do pote 2. No pote 1 estavam os times que participaram da Copa Libertadores da América de 2013 menos o São Paulo[c] mais os dois melhores times no ranking da CBF que classificaram da terceira fase. No pote 2 estavam os outros oito times que classificaram da terceira fase. Depois, cada pote foi dividido em quatro duplas de acordo com o ranking da CBF pra evitar um confronto de um time com a sua "dupla" antes da final. O primeiro sorteio foi pra definir o lado do chaveamento que o clube melhor "rankeado" da "dupla" iria ficar (o outro time da "dupla" ficaria no outro lado, obrigatoriamente). Depois, foi sorteado, aleatoriamente, o seu jogo de 1 a 4. Logo em seguida, foi feito o mesmo com a dupla daquele clube que ficou do outro lado da tabela. E o sorteio assim até definir a tabela inteira.
A tabela completa, com as datas, será divulgada pela CBF em 7 de agosto.
Entre parênteses, o ranking da CBF.
| Bloco A                             | Grupo | Bloco B                                |
| ----------------------------------- | ----- | -------------------------------------- |
| Fluminense (1) Corinthians (2)      | 1     | Santos (9) Cruzeiro (10)               |
| Vasco da Gama (3) Grêmio (5)        | 2     | Atlético Paranaense (13) Botafogo (14) |
| Internacional (6) Flamengo (7)      | 3     | Goiás (16) Luverdense (52)             |
| Palmeiras (8) Atlético Mineiro (12) | 4     | Salgueiro (55) Nacional-AM (82)        |

### Confrontos
Em itálico, os clubes que possuem o mando de campo no primeiro jogo do confronto e em negrito os clubes classificados.
|  | Oitavas de final    | Oitavas de final         | Oitavas de final  | Oitavas de final  |       |               | Quartas de final               | Quartas de final               | Quartas de final               | Quartas de final               |  |                     | Semifinais                    | Semifinais                    | Semifinais                    | Semifinais                    |                     |   | Final               | Final               | Final               | Final               |
|  | 20 a 29 de agosto   | 20 a 29 de agosto        | 20 a 29 de agosto | 20 a 29 de agosto |       |               | 25 de setembro a 24 de outubro | 25 de setembro a 24 de outubro | 25 de setembro a 24 de outubro | 25 de setembro a 24 de outubro |  |                     | 30 de outubro e 6 de novembro | 30 de outubro e 6 de novembro | 30 de outubro e 6 de novembro | 30 de outubro e 6 de novembro |                     |   | 20 e 27 de novembro | 20 e 27 de novembro | 20 e 27 de novembro | 20 e 27 de novembro |
|  |                     |                          |                   |                   |       |               |                                |                                |                                |                                |  |                     |                               |                               |                               |                               |                     |   |                     |                     |                     |                     |
|  | Internacional       | 3                        | 2                 | 5                 |       |               |                                |                                |                                |                                |  |                     |                               |                               |                               |                               |                     |   |                     |                     |                     |                     |
|  | Salgueiro           | 0                        | 2                 | 2                 |       |               |                                |                                |                                |                                |  |                     |                               |                               |                               |                               |                     |   |                     |                     |                     |                     |
|  | Salgueiro           | 0                        | 2                 | 2                 |       | Internacional | 1                              | 0                              | 1                              |                                |  |                     |                               |                               |                               |                               |                     |   |                     |                     |                     |                     |
|  |                     |                          |                   |                   |       | Internacional | 1                              | 0                              | 1                              |                                |  |                     |                               |                               |                               |                               |                     |   |                     |                     |                     |                     |
|  |                     | Atlético Paranaense (gf) | 1                 | 0                 | 1     |               |                                |                                |                                |                                |  |                     |                               |                               |                               |                               |                     |   |                     |                     |                     |                     |
|  | Palmeiras           | Atlético Paranaense (gf) | 1                 | 0                 | 1     | 1             | 0                              | 1                              |                                |                                |  |                     |                               |                               |                               |                               |                     |   |                     |                     |                     |                     |
|  | Palmeiras           |                          |                   |                   |       | 1             | 0                              | 1                              |                                |                                |  |                     |                               |                               |                               |                               |                     |   |                     |                     |                     |                     |
|  | Atlético Paranaense | 0                        | 3                 | 3                 |       |               |                                |                                |                                |                                |  |                     |                               |                               |                               |                               |                     |   |                     |                     |                     |                     |
|  | Atlético Paranaense | 0                        | 3                 | 3                 |       |               |                                |                                |                                |                                |  | Atlético Paranaense | 1                             | 0                             | 1                             |                               |                     |   |                     |                     |                     |                     |
|  |                     |                          |                   |                   |       |               |                                |                                |                                |                                |  | Atlético Paranaense | 1                             | 0                             | 1                             |                               |                     |   |                     |                     |                     |                     |
|  |                     | Grêmio                   | 0                 | 0                 | 0     |               |                                |                                |                                |                                |  |                     |                               |                               |                               |                               |                     |   |                     |                     |                     |                     |
|  | Luverdense          | Grêmio                   | 0                 | 0                 | 0     | 1             | 0                              | 1                              |                                |                                |  |                     |                               |                               |                               |                               |                     |   |                     |                     |                     |                     |
|  | Luverdense          |                          |                   |                   |       | 1             | 0                              | 1                              |                                |                                |  |                     |                               |                               |                               |                               |                     |   |                     |                     |                     |                     |
|  | Corinthians         | 0                        | 2                 | 2                 |       |               |                                |                                |                                |                                |  |                     |                               |                               |                               |                               |                     |   |                     |                     |                     |                     |
|  | Corinthians         | 0                        | 2                 | 2                 |       | Corinthians   | 0                              | 0                              | 0 (2)                          |                                |  |                     |                               |                               |                               |                               |                     |   |                     |                     |                     |                     |
|  |                     |                          |                   |                   |       | Corinthians   | 0                              | 0                              | 0 (2)                          |                                |  |                     |                               |                               |                               |                               |                     |   |                     |                     |                     |                     |
|  |                     | Grêmio (pen)             | 0                 | 0                 | 0 (3) |               |                                |                                |                                |                                |  |                     |                               |                               |                               |                               |                     |   |                     |                     |                     |                     |
|  | Santos              | Grêmio (pen)             | 0                 | 0                 | 0 (3) | 1             | 0                              | 1                              |                                |                                |  |                     |                               |                               |                               |                               |                     |   |                     |                     |                     |                     |
|  | Santos              |                          |                   |                   |       | 1             | 0                              | 1                              |                                |                                |  |                     |                               |                               |                               |                               |                     |   |                     |                     |                     |                     |
|  | Grêmio              | 0                        | 2                 | 2                 |       |               |                                |                                |                                |                                |  |                     |                               |                               |                               |                               |                     |   |                     |                     |                     |                     |
|  | Grêmio              | 0                        | 2                 | 2                 |       |               |                                |                                |                                |                                |  |                     |                               |                               |                               |                               | Atlético Paranaense | 1 | 0                   | 1                   |                     |                     |
|  |                     |                          |                   |                   |       |               |                                |                                |                                |                                |  |                     |                               |                               |                               |                               |                     | 1 | 0                   | 1                   |                     |                     |
|  |                     | Flamengo                 | 1                 | 2                 | 3     |               |                                |                                |                                |                                |  |                     |                               |                               |                               |                               |                     |   |                     |                     |                     |                     |
|  | Fluminense          | Flamengo                 | 1                 | 2                 | 3     | 1             | 0                              | 1                              |                                |                                |  |                     |                               |                               |                               |                               |                     |   |                     |                     |                     |                     |
|  | Fluminense          |                          |                   |                   |       | 1             | 0                              | 1                              |                                |                                |  |                     |                               |                               |                               |                               |                     |   |                     |                     |                     |                     |
|  | Goiás               | 0                        | 2                 | 2                 |       |               |                                |                                |                                |                                |  |                     |                               |                               |                               |                               |                     |   |                     |                     |                     |                     |
|  | Goiás               | 0                        | 2                 | 2                 |       | Goiás (gf)    | 2                              | 2                              | 4                              |                                |  |                     |                               |                               |                               |                               |                     |   |                     |                     |                     |                     |
|  |                     |                          |                   |                   |       | Goiás (gf)    | 2                              | 2                              | 4                              |                                |  |                     |                               |                               |                               |                               |                     |   |                     |                     |                     |                     |
|  |                     | Vasco da Gama            | 1                 | 3                 | 4     |               |                                |                                |                                |                                |  |                     |                               |                               |                               |                               |                     |   |                     |                     |                     |                     |
|  | Nacional-AM         | Vasco da Gama            | 1                 | 3                 | 4     | 0             | 1                              | 1                              |                                |                                |  |                     |                               |                               |                               |                               |                     |   |                     |                     |                     |                     |
|  | Nacional-AM         |                          |                   |                   |       | 0             | 1                              | 1                              |                                |                                |  |                     |                               |                               |                               |                               |                     |   |                     |                     |                     |                     |
|  | Vasco da Gama       | 2                        | 2                 | 4                 |       |               |                                |                                |                                |                                |  |                     |                               |                               |                               |                               |                     |   |                     |                     |                     |                     |
|  | Vasco da Gama       | 2                        | 2                 | 4                 |       |               |                                |                                |                                |                                |  | Goiás               | 1                             | 1                             | 2                             |                               |                     |   |                     |                     |                     |                     |
|  |                     |                          |                   |                   |       |               |                                |                                |                                |                                |  | Goiás               | 1                             | 1                             | 2                             |                               |                     |   |                     |                     |                     |                     |
|  |                     | Flamengo                 | 2                 | 2                 | 4     |               |                                |                                |                                |                                |  |                     |                               |                               |                               |                               |                     |   |                     |                     |                     |                     |
|  | Botafogo            | Flamengo                 | 2                 | 2                 | 4     | 4             | 2                              | 6                              |                                |                                |  |                     |                               |                               |                               |                               |                     |   |                     |                     |                     |                     |
|  | Botafogo            |                          |                   |                   |       | 4             | 2                              | 6                              |                                |                                |  |                     |                               |                               |                               |                               |                     |   |                     |                     |                     |                     |
|  | Atlético Mineiro    | 2                        | 2                 | 4                 |       |               |                                |                                |                                |                                |  |                     |                               |                               |                               |                               |                     |   |                     |                     |                     |                     |
|  | Atlético Mineiro    | 2                        | 2                 | 4                 |       | Botafogo      | 1                              | 0                              | 1                              |                                |  |                     |                               |                               |                               |                               |                     |   |                     |                     |                     |                     |
|  |                     |                          |                   |                   |       | Botafogo      | 1                              | 0                              | 1                              |                                |  |                     |                               |                               |                               |                               |                     |   |                     |                     |                     |                     |
|  |                     | Flamengo                 | 1                 | 4                 | 5     |               |                                |                                |                                |                                |  |                     |                               |                               |                               |                               |                     |   |                     |                     |                     |                     |
|  | Cruzeiro            | Flamengo                 | 1                 | 4                 | 5     | 2             | 0                              | 2                              |                                |                                |  |                     |                               |                               |                               |                               |                     |   |                     |                     |                     |                     |
|  | Cruzeiro            |                          |                   |                   |       | 2             | 0                              | 2                              |                                |                                |  |                     |                               |                               |                               |                               |                     |   |                     |                     |                     |                     |
|  | Flamengo (gf)       | 1                        | 1                 | 2                 |       |               |                                |                                |                                |                                |  |                     |                               |                               |                               |                               |                     |   |                     |                     |                     |                     |

#### Finais
Primeiro jogo
| 20 de novembro | Atlético Paranaense | 1 – 1          | Flamengo   | Estádio Vila Capanema, Curitiba                     |
| 21:50 (UTC−2)  | Marcelo 18'         | Súmula Borderô | Amaral 30' | Público: 15 494 Árbitro: SP Paulo Cesar de Oliveira |

Segundo jogo
| 27 de novembro | Flamengo                  | 2 – 0  | Atlético Paranaense | Estádio do Maracanã, Rio de Janeiro              |
| 21:50 (UTC−2)  | Elias 87' · Hernane 90+4' | Súmula |                     | Público: 68 857 Árbitro: RS Leandro Pedro Vuaden |

## Premiação
| Copa do Brasil de 2013       |
| Rio de Janeiro               |
| ---------------------------- |
| FLAMENGO Campeão (3º título) |

## Maiores públicos
Esses foram os maiores públicos:
| Nº | Público[i] | Mandante      | Placar | Visitante           | Estádio         | Data           | Fase             |
| -- | ---------- | ------------- | ------ | ------------------- | --------------- | -------------- | ---------------- |
| 1  | 57 991     | Flamengo      | 2–0    | Atlético Paranaense | Maracanã        | 27 de novembro | Final            |
| 2  | 50 505     | Flamengo      | 4–0    | Botafogo            | Maracanã        | 23 de outubro  | Quartas de final |
| 3  | 49 421     | Flamengo      | 2–1    | Goiás               | Maracanã        | 6 de novembro  | Semifinal        |
| 4  | 47 103     | Flamengo      | 1–0    | Cruzeiro            | Maracanã        | 28 de agosto   | Oitavas de final |
| 5  | 41 234     | Grêmio        | 0–0    | Atlético Paranaense | Arena do Grêmio | 6 de novembro  | Semifinal        |
| 6  | 35 112     | Goiás         | 1–2    | Flamengo            | Serra Dourada   | 30 de outubro  | Semifinal        |
| 7  | 33 645     | Cruzeiro      | 2–1    | Flamengo            | Mineirão        | 21 de agosto   | Oitavas de final |
| 8  | 33 503     | Grêmio        | 0–0    | Corinthians         | Arena do Grêmio | 24 de outubro  | Quartas de final |
| 9  | 29 937     | Vasco da Gama | 3–2    | Goiás               | Maracanã        | 24 de outubro  | Quartas de final |
| 10 | 28 576     | Corinthians   | 2–0    | Luverdense          | Pacaembu        | 28 de agosto   | Oitavas de final |

- i. ^ Considera-se apenas o público pagante.

## Menores públicos
Esses foram os menores públicos:
| Nº | Público[i] | Mandante         | Placar | Visitante              | Estádio                | Data            | Fase            |
| -- | ---------- | ---------------- | ------ | ---------------------- | ---------------------- | --------------- | --------------- |
| 1  | 164        | Veranópolis      | 1–0    | Santo André            | Antônio Farina         | 3 de abril      | Primeira fase   |
| 2  | 207        | Betim            | 1–0    | Bangu                  | Arena do Jacaré        | 17 de abril     | Primeira fase   |
| 3  | 227        | Resende          | 2–1    | Caxias                 | Estádio do Trabalhador | 3 de abril      | Primeira fase   |
| 4  | 336        | Betim            | 0–1    | CRAC                   | Arena do Calçado       | 15 de maio      | Segunda fase    |
| 5  | 368        | Águia de Marabá  | 1–2    | Nacional-AM            | Zinho de Oliveira      | 10 de abril     | Primeira fase   |
| 6  | 372        | Guarani          | 1–0    | Confiança              | Limeirão               | 17 de abril     | Primeira fase   |
| 7  | 388        | Bangu            | 1–2    | Betim                  | Moça Bonita            | 3 de abril      | Primeira fase   |
| 8  | 473        | São Caetano      | 1–0    | Arapongas              | Anacleto Campanella    | 17 de abril     | Primeira fase   |
| 9  | 477        | América Mineiro  | 0–0    | Gurupi                 | Independência          | 17 de abril     | Primeira fase   |
| 10 | 484        | Atlético Acreano | 1–1    | Desportiva Ferroviária | Arena da Floresta      | 27 de fevereiro | Fase preliminar |

- i. ^ Considera-se apenas o público pagante.

## Artilharia
Atualizado em 27 de novembro de 2013
| Gols | Jogador         | Equipe                             |
| ---- | --------------- | ---------------------------------- |
| 8    | Hernane         | Flamengo                           |
| 5    | Elias           | Flamengo                           |
| 5    | Rodrigo Silva   | ABC                                |
| 5    | Rafael Marques  | Botafogo                           |
| 5    | Walter          | Goiás                              |
| 4    | Fábio Júnior    | América Mineiro                    |
| 4    | Éderson         | Atlético Paranaense                |
| 4    | Paulo Baier     | Atlético Paranaense                |
| 4    | D'Alessandro    | Internacional                      |
| 4    | Danilo Rios     | Nacional-AM                        |
| 3    | Jonatan         | CRAC                               |
| 3    | Pantico         | CRAC                               |
| 3    | Lins            | Criciúma                           |
| 3    | Éverton Ribeiro | Cruzeiro                           |
| 3    | Diego Forlán    | Internacional                      |
| 3    | Tozin           | Luverdense                         |
| 3    | Hugo            | Goiás                              |
| 3    | Eduardo Sasha   | Goiás                              |
| 2    | 35 jogadores    | 35 jogadores                       |
| 1    | 211 jogadores   | 211 jogadores                      |
| GC   | Leonardo Silva  | Atlético Mineiro para Botafogo     |
| GC   | Roberto Dias    | Campinense para Flamengo           |
| GC   | Cleitão         | Cianorte para Grêmio Barueri       |
| GC   | Marlon          | Criciúma para São Bernardo         |
| GC   | Ronaldo Alves   | Internacional para América Mineiro |

### Hat-tricks
| Jogador | Clube    | Adversário | Placar | Data          | Ref.   |
| ------- | -------- | ---------- | ------ | ------------- | ------ |
| Hernane | Flamengo | Remo       | 3–0    | 17 de abril   | [ 22 ] |
| Hernane | Flamengo | Botafogo   | 4–0    | 23 de outubro | [ 23 ] |